# Judith med vorten
|  | Denne artikel er oprettet af botten Steenthbot ud fra en ekstern database. Den kan derfor have sproglige fejl eller mangler. Denne skabelon kan fjernes efter kontrol af indholdet. |

Judith med vorten er en dansk spillefilm fra 1940 instrueret af Ubekendt.